# Königlich Bayerisches 10. Feldartillerie-Regiment
Das 10. Feldartillerie-Regiment war ein Artillerieregiment der Bayerischen Armee.

## Geschichte
Am 1. Oktober 1901 wurde der Verband aus der III. Abteilung des 6. und den sechsten Fahrenden Batterien des 4. und 6. Feldartillerie-Regiments in Erlangen gebildet. Es gliederte sich in zwei Abteilungen zu drei Batterien sowie zwei Fahrenden Batterien.
Zusammen mit dem 6. Feldartillerie-Regiment bildete es seit Oktober 1901 die 5. Feldartillerie-Brigade.

### Erster Weltkrieg
Zu Beginn des Ersten Weltkriegs machte das Regiment am 2. August 1914 mobil. Im Verbund mit der 5. Infanterie-Division nahm es zunächst an den Grenzgefechten und der Schlacht in Lothringen teil, kämpfte bei Nancy-Épinal und lag ab Mitte September 1914 in Stellungskämpfen zwischen Maas und Mosel. Mitte März 1915 gab es zwei Züge der 1. Batterie zur Aufstellung des 19. Feldartillerie-Regiments ab. Im Herbst 1915 war das Regiment an der Schlacht in der Champagne beteiligt und kämpfte im September 1916 in der Schlacht an der Somme. Gemäß Weisung des Kriegsministeriums vom 1. März 1917 wurde der Verband um eine III. Abteilung ergänzt, der aus den leichten Munitionskolonnen der I. und II. Abteilung aufgestellt und unmittelbar mobil war. Vom 6. März bis 11. April 1917 der 5. Infanterie-Division direkt unterstellt, kam das Regiment anschließend zur Heeresfeldartillerie. Zum 28. Dezember 1917 änderte sich das Unterstellungsverhältnis erneut und das Regiment wurde dem Artilleriekommandeur der 5. Infanterie-Division unterstellt. Nach Stellungskämpfen in Flandern und im Artois trat der Verband ab 21. März 1918 zur Großen Schlacht in Frankreich an. Nachdem die deutsche Offensive zum Erliegen gekommen war, befand sich das Regiment bis Kriegsende in permanenten Abwehrkämpfen. Aufgrund starker Verluste formierte sich das Regiment im September 1918 unter Fortfall der 3. 5. und 7. Batterie in insgesamt sechs Batterien. Zum 5. November 1918 folgte die Auflösung des Stabes der III. Abteilung.
Mehr als 300 Angehörige des Regiments sind im Ersten Weltkrieg ums Leben gekommen.

### Verbleib
Nach Kriegsende marschierten die Reste des Regiments in die Garnison zurück, wo sie am 19. Dezember eintraf, ab 21. Dezember 1918 zunächst demobilisiert und im Januar 1919 schließlich aufgelöst wurde. Aus Teilen bildete sich verschiedene Freiformationen. So die Freiwilligen-Batterie Germersheim, die 1. Volkswehr-Batterie, auch Batterie Zenetti der Artillerieabteilung des Jägerkorps Erlangen und die 2. Volkswehr-Batterie Limpach. Mit der Bildung der Vorläufigen Reichswehr gingen die Einheiten im Reichswehr-Artillerie-Regiments 24 auf.
Die Tradition übernahm in der Reichswehr durch Erlass des Chefs der Heeresleitung General der Infanterie Hans von Seeckt vom 24. August 1921 die 8. Batterie des 7. (Bayerisches) Artillerie-Regiments in Nürnberg. In der Wehrmacht wurde die Tradition durch die I. und II. Abteilung des Artillerieregiments 17 in Erlangen fortgeführt.

## Kommandeure
| Dienstgrad           | Name                    | Datum                                   |
| -------------------- | ----------------------- | --------------------------------------- |
| Oberstleutnant       | Adolf Seyring           | 1. Oktober 1901 bis 20. September 1904  |
| Oberstleutnant       | Ferdinand Habersack     | 21. September 1904 bis 15. Juli 1907    |
| Oberstleutnant       | Karl von Decker         | 16. Juli 1907 bis 21. Januar 1909       |
| Oberstleutnant       | Oswald Zimpelmann       | 22. Januar 1909 bis 10. Juli 1910       |
| Major/Oberstleutnant | Franz Held              | 11. Juli 1910 bis 24. Oktober 1913      |
| Oberstleutnant       | Ludwig Treutlein-Mördes | 25. Oktober 1913 bis 25. Februar 1917   |
| Major                | Georg Kalb              | 26. Februar 1917 bis Ende Dezember 1918 |

## Bekannte Regimentsangehörige
- Unteroffizier Wilhelm Olbrich, ausgezeichnet mit dem Eisernen Kreuz II. Klasse, später Verleger.
- Leutnant der Reserve Hans Böhning, ausgezeichnet mit dem Eisernen Kreuz II. Klasse (24. Dezember 1915) und dem Militär-Verdienst-Orden IV. Klasse, späteres Fliegerass.